# Церква Святих Бориса й Гліба (Поділ)
Це́рква Святих Бориса і Гліба — православний храм у Києві на Подолі, збудований 1692 року та зруйнований у 1930-ті роки. Розташовувався на розі вулиць Борисоглібської та Братської.

## Історія храму
Вважається, що на місці церкви у княжі часи стояла Турова божниця, навколо якої на великій площі збиралися народні віче. За переказами, ця церква зруйнована під час нападу татар на місто 1482 року.
В пізніші часи тут існувала дерев'яна Борисоглібська церква (згадується у XV столітті). Згодом тут було споруджено дерев'яний католицький костьол, що існував на тому місці приблизно до початку 17 ст. Коли костьол було перенесено на Лівобережжя, тут спорудили спершу дерев'яну, а 1692 року, коштом київського полковника Григорія Коровки-Вольського — муровану Борисоглібську церкву.
Костянтин Шероцький про історію храму писав: «Церква на Подолі була «небесам подібна», тобто мала особливу архітектуру і розкішне оздоблення. У 1482 році ця церква, що збереглася від часів Святого Володимира або збудована наново у XII столітті, була зруйнована татарами… У занедбаному вигляді вона проіснувала до 1790 року, коли й була скасована. Замість неї залишилася приписна до неї Різдва Предтечі церква, що існувала з 1602 року поряд із Борисоглібською на місці костьолу, використаного у XIII столітті, як і руїни Вишгородської Борисо-Глібської церкви, на побудову Домініканського кляштора (Петропавлівської церкви); у 1691 році ця церква була перебудована у муровану київським полковником Григорієм Коровкою-Вольським; у неї було перенесено 1790 року начиння Борисоглібської церкви і у 1802 році прибудований окремий приділ на честь тих самих святих.» 
У 1738—1739 роках храм було розписано київськими майстрами церковного розпису Василем Романовичем та Федором Камінським.
1802 року з північного боку прибудовано вівтар. Дещо пізніше було зведено ампірну дзвіницю за проектом архітектора Андрія Меленського.
Під час пожежі 1811 року церква не постраждала, тому з XVII—XVIII століття були збережені барокова архітектура, оздоблення, начиння та розпис (щоправда, замінений новим вже пізніше).
На кінець XIX століття у церкві було 2 приділи — Святих Бориса і Гліба та Різдва Іоана Предтечі.
На межі XIX—XX століть неподалік, на вул. Андріївській, 15 за проєктом архітектора Володимира Ніколаєва збудовано будівлю парафіяльної школи, що збереглася донині.
Неподалік існувала приписана до церкви каплиця на місці престолу Святодухівської церкви.

## Знищення храму
Церкву ж разом із дзвіницею було варварськи зруйновано у 1930-х роках, найімовірніше 1936 року, коли така ж доля спіткала десятки інших храмів міста та України. Перед знищенням певний час використовувалася як склад електростанції.
Нині на цьому місці знаходиться дворова територія житлового будинку (адреса: вул. Братська, 10/ Борисоглібська, 10).